# Bölgesel Radyolar
Mit TRT-Bölge-Radyolar (dt.: Regionale Radios) werden die Regionalsender des staatlichen türkischen Rundfunksenders TRT bezeichnet. 
In der Senderkennung (Jingle) führen sie aber den Begriff Bölgesel Radyo nicht, sondern benutzen die jeweilige eigene Kennung, zum Beispiel TRT-Antalya oder Hatay-FM.
Die Sender strahlen neben stündlichen Nachrichten vor allem Unterhaltungsmusik einer relativ großen Bandbreite und türkische Popmusik aus. Die Programme sind moderiert. Die Sendungen werden jeweils aus den Senderstandorten (Ankara, Antalya, Izmir etc.) verbreitet. Lediglich die Nachrichten kommen aus der TRT-Zentrale in Ankara. 
Es existieren mit Radio Trabzon im Schwarzmeergebiet, Radio Erzurum in Ostanatolien, GAP-Diyarbakır-Radio im Südosten, Radio Çukurova in Mersin, Ankara-Radyo in der Hauptstadt, TRT-Izmir an der Westküste, TRT-Istanbul in der Metropolregion Istanbul und mit TRT-Antalya im Mittelmeerraum regionale Kanäle.
Der lokale Sender Bezirksradio Hatay (TRT Hatay-FM) sendet ein Lokalprogramm im Süden der Türkei.